# Giovanni Battista Bussi (1755–1844)
Giovanni Battista Bussi (ur. 29 stycznia 1755 w Viterbo, zm. 31 stycznia 1844 w Benewencie) – włoski duchowny rzymskokatolicki i prawnik, urzędnik Kurii Rzymskiej, arcybiskup benewentyński i kardynał.

## Biografia
Ukończył Uniwersytet Rzymski „La Sapienza”, na którym 8 marca 1780 uzyskał doktorat obojga praw oraz przygotowanie do zawodu prawnika. 13 stycznia 1781 otrzymał tonsurę. 8 marca 1781 rozpoczął pracę w Kurii Rzymskiej. 23 lutego 1782 otrzymał święcenia subdiakonatu, 25 maja 1782 diakonatu, a 21 września 1782 prezbiteriatu.
W kolejnych latach pracował na różnych stanowiskach w Kurii Rzymskiej jako:
- prałat referendarz (od 8 marca 1781)
- relator Kongregacji Dobrego Rządu i sekretarz Kongregacji ds. Odpustów i Świętych Relikwii (od 1 czerwca 1795)
- gubernator Viterbo (od 12 października 1799 do lipca 1800)
- audytor Roty Rzymskiej (od 9 lutego 1801)
- regent Penitencjarii Apostolskiej (od 29 czerwca 1809)

Podczas okupacji Rzymu przez wojska napoleońskie w lipca 1809 został uwięziony przez Francuzów w Zamku Świętego Anioła, na krótko zwolniony, po czym 28 sierpnia 1809 ponownie aresztowany i deportowany do Paryża. Uwolniony został w 1814, kiedy z francuskiej niewoli zwolniono także papieża Piusa VII.
- prezes komisji szpitali Rzymu (od 1814)
- audytor Roty Rzymskiej i regent Penitencjarii Apostolskiej (przywrócony na stanowiska 15 maja 1814, pełnił je do 10 marca 1823)
- audytor generalny Kamery Apostolskiej (od 10 marca 1823 do 3 maja 1824)[2].

3 maja 1824 papież Leon XII mianował go kardynałem-prezbiterem (był jednym z dwóch pierwszych kardynałów kreowanych przez tego papieża) oraz arcybiskupem benewentyńskim. 6 maja 1824 odebrał kapelusz kardynalski. 23 maja 1824 w Rzymie przyjął sakrę biskupią z prefekta Kongregacji ds. Biskupów i Zakonników kard. Bartolomeo Pacci. Współkonsekratorami byli wicegerent Rzymu patr. Giuseppe della Porta Rodiani oraz sekretarz Kongregacji ds. Wizytacji Apostolskich patr. Lorenzo Girolamo Mattei. Dzień później objął kościół tytularny św. Pankracego za Murami.
Wziął udział w konklawe w 1829, które wybrało Piusa VIII i w konklawe w 1830–1831, które wybrało Grzegorza XVI. 
Arcybiskupem benewentyńskim był do śmierci 31 stycznia 1844. Był najstarszym żyjącym wówczas kardynałem. Pochowany został w katedrze w Benewencie.

## Rodzina
Pochodził z rodziny patrycjuszowskiej z Viterbo. Jego ojcem był hrabia Poggio Aquilone Domenico Bussi, matką zaś hrabina Olimpia Melchiorri. Z jego rodu pochodziło trzech innych kardynałów (wszystkich kreowanych przed nim) – był prabratankiem kard. Giovanniego Battisty Bussiego, bratankiem kard. Pietro Francesco Bussiego oraz kuzynem kard. Simone Buonaccorsiego.